# Althegnenberg
Althegnenberg – miejscowość i gmina w Niemczech, w kraju związkowym Bawaria, w rejencji Górna Bawaria, w regionie Monachium, w powiecie Fürstenfeldbruck, wchodzi w skład wspólnoty administracyjnej Mammendorf. Leży około 15 km na północny zachód od Fürstenfeldbruck, przy drodze B2 i linii kolejowej Monachium – Augsburg.

## Demografia
| Rok  | Liczba mieszk. |
| ---- | -------------- |
| 1970 | 1 983          |
| 1987 | 1 968          |
| 2000 | 1 703          |
| 2006 | 1 845          |

### Struktura wiekowa
Dane o ludności z 31 grudnia 2008:
| Opis                                | Ogółem | Ogółem | Kobiety | Kobiety | Mężczyźni | Mężczyźni |
| ----------------------------------- | ------ | ------ | ------- | ------- | --------- | --------- |
| Jednostka                           | osób   | %      | osób    | %       | osób      | %         |
| Populacja                           | 1866   | 100    | 930     | 49,84   | 936       | 50,16     |
| Wiek przedprodukcyjny (0–17 lat)    | 397    | 21,28  | 197     | 10,56   | 200       | 10,72     |
| Wiek produkcyjny (18–65 lat)        | 1149   | 61,58  | 562     | 30,12   | 587       | 31,46     |
| Wiek poprodukcyjny (powyżej 65 lat) | 320    | 17,15  | 171     | 9,16    | 149       | 7,98      |

## Polityka
Wójtem gminy jest Reiner Dunkel z SPD, rada gminy składa się z 12 osób.
|      | CSU | SPD | WGBI | DGH | EAH | Razem |
| 2008 | 3   | 3   | 4    | 2   | -   | 12    |
| 2002 | 3   | 2   | 4    | 2   | 1   | 12    |

## Oświata
W gminie znajdują się dwa przedszkola oraz szkoła podstawowa (10 nauczycieli, 176 uczniów).